# París-Roubaix 2009
La París-Roubaix 2009 fue la 107.ª edición de esta clásica ciclista. Se disputó el domingo 12 de abril de 2009, entre Compiègne y el velódromo André Pétrieux de Roubaix, sobre 259 km.
La prueba perteneció a las Carreras Históricas del UCI World Calendar 2009.
La carrera fue ganada por el belga Tom Boonen, del equipo Quick Step. De esta manera se alzaba con la su tercera victoria en la carrera, después de las obtenidas en 2005 y 2008. Boonen finalizó la carrera con 47" de ventaja sobre Filippo Pozzato y 1' 17" sobre Thor Hushovd.
El mejor español volvió a ser el catalán Juan Antonio Flecha.

## Equipos participantes
Participaron 24 equipos: los 18 de categoría UCI ProTour (al tener obligada su participación) y 6 de categoría Profesional Continental mediante invitación de la organización (Cofidis, le Crédit en Ligne, Agritubel, Cervélo Test Team, Topsport Vlaanderen-Mercator, Landbouwkrediet-Colnago y Vacansoleil Pro Cycling Team. Formando así un pelotón de 187 ciclistas de 8 corredores cada equipo (excepto el Lampre, el Katusha y el Astana que salieron con 7 y el Euskaltel-Euskadi que salió con 6), de los que acabaron 118; aunque solo 99 de ellos dentro del "control".

## Clasificación final

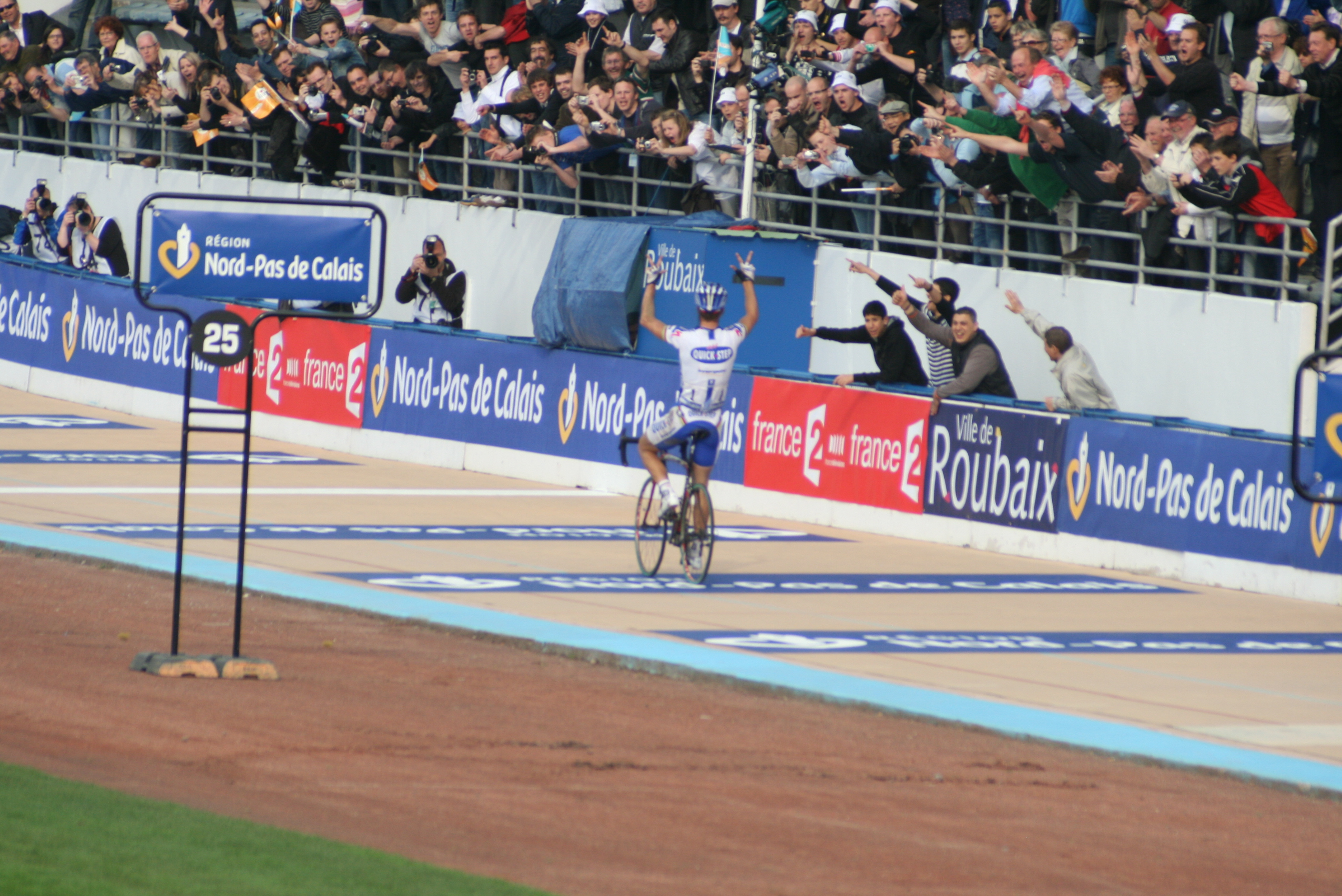
Tom Boonen celebrando la victoria en el velódromo de Roubaix.

| Posición | Ciclista            | Equipo        | Tiempo     |
| -------- | ------------------- | ------------- | ---------- |
| 1.       | Tom Boonen          | Quick Step    | 6h 15' 53" |
| 2.       | Filippo Pozzato     | Katusha       | + 47"      |
| 3.       | Thor Hushovd        | Cervélo       | + 1' 17"   |
| 4.       | Leif Hoste          | Silence-Lotto | m.t.       |
| 5.       | Johan Van Summeren  | Silence-Lotto | + 1' 22"   |
| 6.       | Juan Antonio Flecha | Rabobank      | + 2' 14"   |
| 7.       | Heinrich Haussler   | Cervélo       | + 3' 13"   |
| 8.       | Sylvain Chavanel    | Quick Step    | + 3' 15"   |
| 9.       | Manuel Quinziato    | Liquigas      | + 5' 00"   |
| 10.      | Matti Breschel      | Saxo Bank     | + 5' 29"   |